# Anson Dyer
Anson Dyer est un réalisateur et scénariste britannique né le 18 juillet 1876 à Brighton (Royaume-Uni), décédé le 22 février 1962 à Cheltenham (Royaume-Uni). Dans les années 1940, il fonde Stratford Abbey Films à Stroud, la seule unité de production et caméra Technicolor trichrome à trois films dans toute l'Europe occidentale.

## Filmographie

### comme réalisateur
- 1917 : Peter's Picture Poems
- 1918 : Three Little Pigs
- 1921 : Dollars in Surrey
- 1922 : Little Red Riding Hood

### comme scénariste
- 1917 : Peter's Picture Poems : Peter